# Nikolaï Ozerov
Pour les articles homonymes, voir Ozerov.
Nikolaï Nikolaïevitch Ozerov (en russe : Никола́й Никола́евич О́зеров), né le 11 décembre 1922 à Moscou et mort le 2 juin 1997 dans la même ville, est un ancien joueur de tennis, animateur et commentateur sportif soviétique. Décoré de l'ordre olympique d'argent en 1992, il est introduit dans le temple de la renommée du hockey russe en 2014 et dans le temple de la renommée de l'IIHF en 2016.

## Biographie
Fils d'un chanteur d'opéra du théâtre Bolchoï, Nikolaï Ozerov a un frère ainé, Iouri, qui sera réalisateur. En 1934, il devient champion de tennis de Moscou. On lui confère le titre de maitre des sports en 1941, puis le titre de maitre des sports émérite de l'URSS en 1947. Il décroche vingt-quatre médailles d'or dans les championnats de l'URSS de tennis.
Parallèlement à sa carrière sportive il fait les études à l'Académie russe des arts du théâtre (1941-1946) et devient acteur du Théâtre d'art de Moscou en 1946.
Il fait son premier reportage le 29 août 1950 lors de la rencontre de FK Dynamo Moscou et CSKA Moscou.
En 1950-1988 il est commentateur sportif à la télévision d’État de l'URSS. Durant sa carrière il a couvert quinze jeux olympiques, trente championnats du monde de hockey, huit championnats du monde de football et six championnats européens de football, en tant que commentateur il a visité 49 pays.
A la fin des années 1980 il est élu président de l'association des syndicats professionnels sportifs Spartak (Moscou).
Mort à Moscou, Nikolaï Ozerov est enterré au cimetière de la Présentation.